# Bridge of Orchy
Bridge of Orchy est un village de l'Argyll and Bute en Écosse.

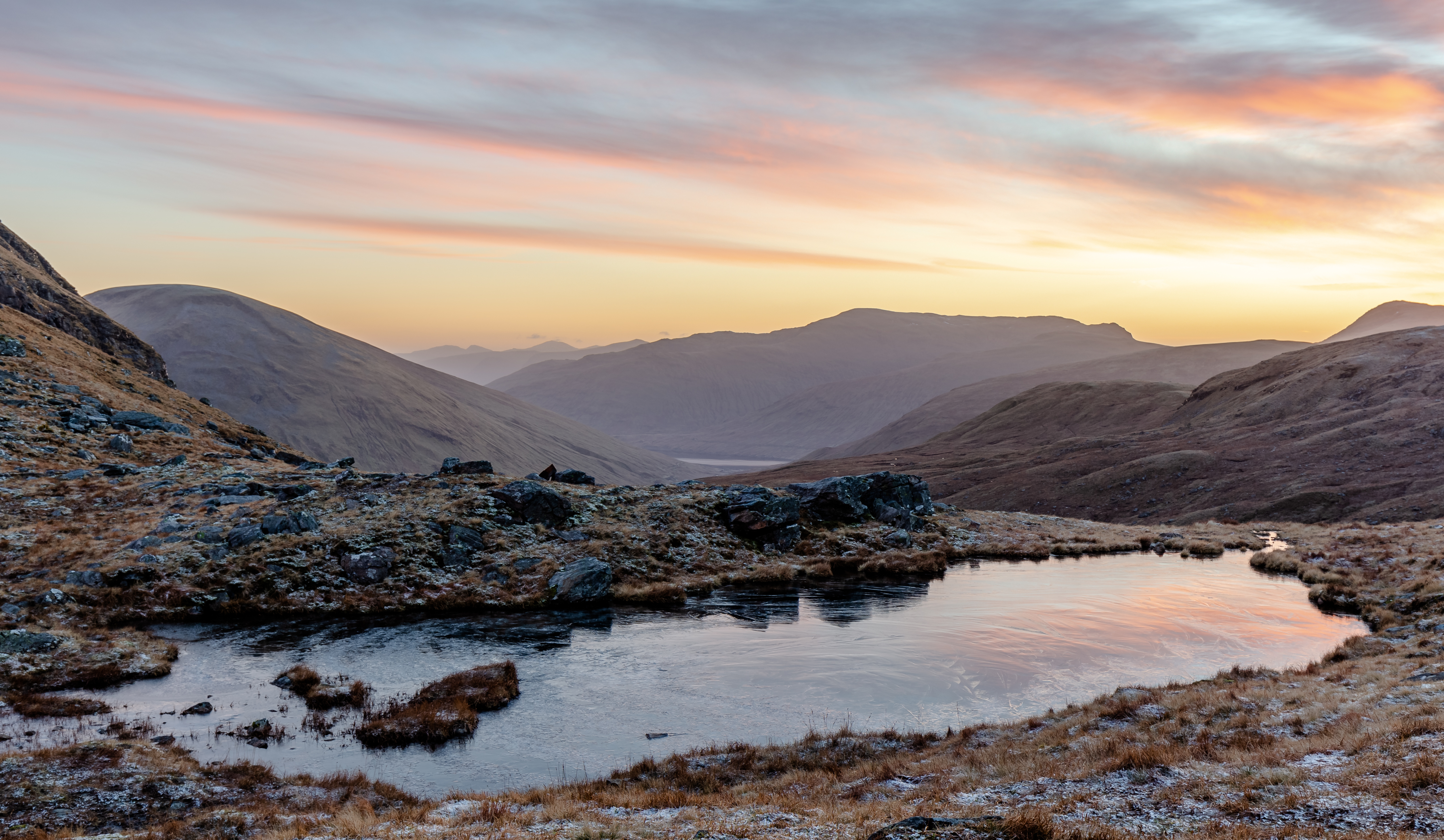
Un petit loch entre Beinn an Dothaidh et Beinn Dorain, vers Bridge of Orchy.